# Alfie Allen

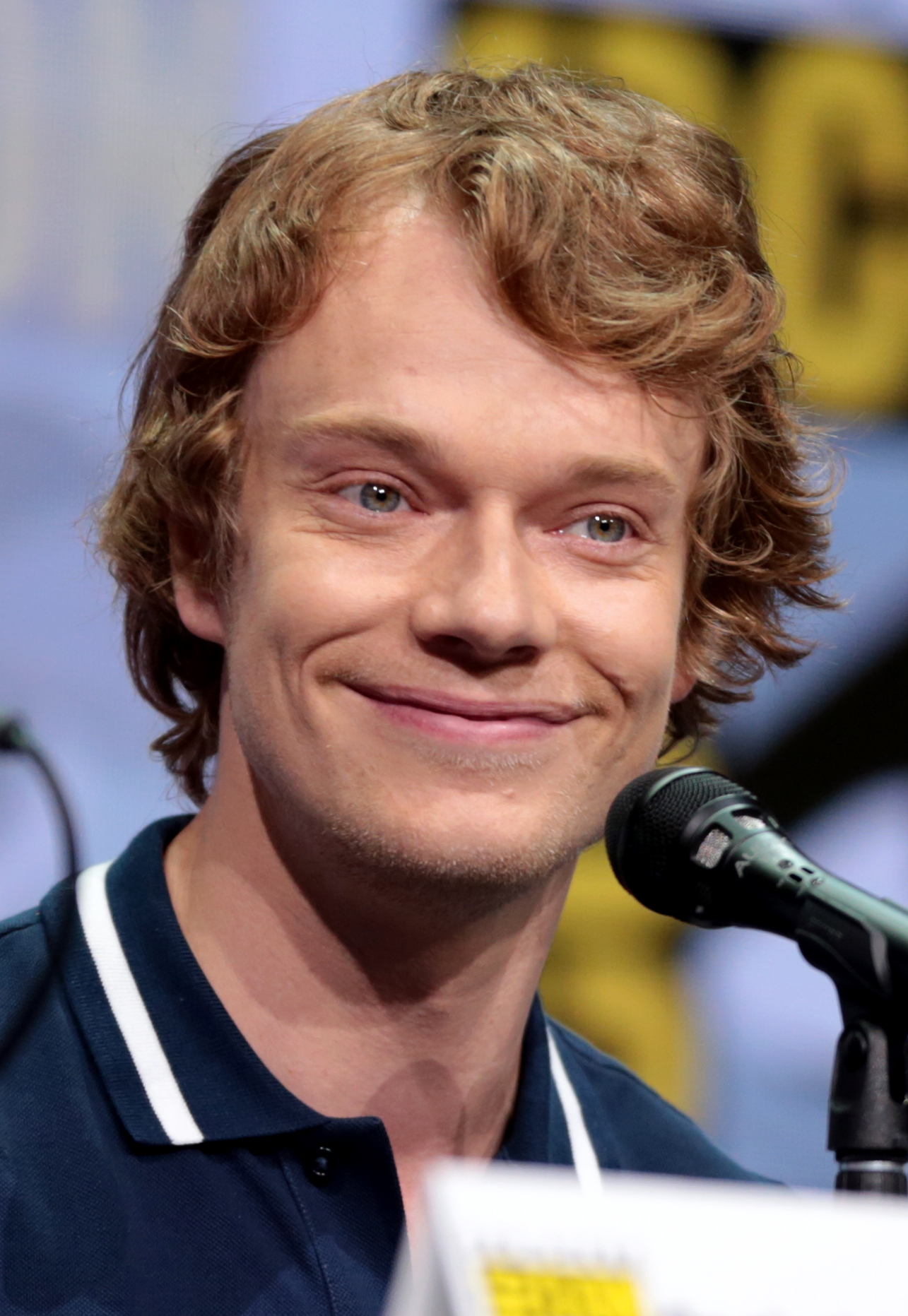
Alfie Allen bei der Comic-Con 2017

Alfie Evan James Allen (* 11. September 1986 in Hammersmith, London) ist ein britischer Schauspieler. Bekanntheit erlangte er unter anderem durch seine Rolle des Theon Graufreud in der Fernsehserie Game of Thrones.

## Leben
Alfie Allen wuchs als Sohn des Schauspielers Keith Allen und der Filmproduzentin Alison Owen auf. Seine ältere Schwester ist die Popsängerin Lily Allen, die ihm das Lied Alfie auf ihrem Debütalbum Alright, Still widmete. Sein Schauspieldebüt hatte er bereits mit zwei Jahren in einem Werbespot für die Fernsehserie The Comic Strip Presents…. Alfie Allen galt in seiner Jugend als schwierig und wurde von mehreren Schulen Londons verwiesen. Bei ihm wurde eine Aufmerksamkeitsdefizit-/Hyperaktivitätsstörung diagnostiziert und laut der Daily Mail war er einer der ersten Jugendlichen im Vereinigten Königreich, die mit Ritalin behandelt wurden. Mit 12 Jahren wurde er in einem Boot Camp in Fort Lauderdale, Florida, untergebracht. Er bezeichnete dies später als Wendepunkt in seinem Leben. Er besuchte anschließend das St John’s College in Southsea, Hampshire, wurde jedoch dieser Schule ebenfalls verwiesen. Seinen Abschluss machte er schließlich am Fine Arts College in Hampstead.
Seine erste eigentliche Schauspielrolle folgte 1998 im Historienfilm Elizabeth. Nach einigen Nebenrollen, unter anderem in Agent Cody Banks 2: Mission London und Abbitte, übernahm er Daniel Radcliffes Rolle in dem Theaterstück Equus. Allen spielte von 2011 bis 2019 die Rolle des Theon Graufreud (Theon Greyjoy im Englischen) in der HBO-Serie Game of Thrones, die auf der Romanserie Das Lied von Eis und Feuer von George R. R. Martin beruht, die ihn international bekannt machte. Allen verbuchte bereits einige Filmauftritte, unter anderem im Drama SoulBoy von 2010, das sich mit der Northern-Soul-Szene beschäftigt. In dem Psychothriller McVeigh von Mike Ott, der im Juni 2024 beim Tribeca Film Festival seine Premiere feierte, ist Allen in der Titelrolle als der Terrorist Timothy McVeigh zu sehen, der im Jahr 1995 an dem Bombenanschlag auf das Murrah Federal Building in Oklahoma City beteiligt war.

## Filmografie
- 1998: Elizabeth
- 2004: Agent Cody Banks 2: Mission London (Agent Cody Banks 2: Destination London)
- 2005: The Golden Hour (Fernsehserie, Episode 1x04)
- 2005: Jericho (Fernsehserie, Episode 1x01)
- 2006: Casualty 1900s (Miniserie)
- 2007: Abbitte (Atonement)
- 2008: Die Schwester der Königin (The Other Boleyn Girl)
- 2008: Flashbacks of a Fool
- 2010: SoulBoy
- 2011: Powder
- 2011–2019: Game of Thrones (Fernsehserie, 47 Episoden)
- 2013: Confine
- 2014: John Wick
- 2014: Plastic – Someone Always Pays (Plastic)
- 2016: Pandemic – Fear the Dead (Pandemic)
- 2016: Close to the Enemy (Mini-Serie, 7 Episoden)
- 2018: Predator – Upgrade (The Predator)
- 2019: Harlots – Haus der Huren (Harlots, Fernsehserie, 5 Episoden)
- 2019: Johanna – Eine (un)typische Heldin (How to Build a Girl)
- 2019: Jojo Rabbit
- 2020: White House Farm Murders (White House Farm, Miniserie, 4 Episoden)
- 2021: Night Teeth
- 2022: SAS: Rogue Heroes
- 2024: McVeigh